# وولودارسکی (آستراخان)
وولودارسکی (به لاتین: Volodarsky) یک منطقهٔ مسکونی در روسیه است که در استان آستراخان واقع شده‌است.